# فرنسيس أورموند
فرنسيس أورموند (بالإنجليزية: Francis Ormond)‏ هو سياسي أسترالي، ولد في 27 نوفمبر 1827 في أبردين في المملكة المتحدة، وتوفي في 5 مايو 1889 في بو في فرنسا. انتخب عضو المجلس التشريعي الفيكتوري.